# N,N-Diisopropiletilamina
La N,N-Diisopropiletilamina o base de Hünig, DIPEA o DIEA es un compuesto orgánico y amina. Es utilizado en química orgánica como una base. Debido a que su átomo de nitrógeno está apantallado por los dos grupos isopropilo y un grupo etilo, solo un protón es suficientemente pequeño para entrar y ser captado por el par electrónico libre del átomo de nitrógeno. Del mismo modo que la 2,2,6,6-tetrametilpiperidina, este compuesto es una buena base, pero un nucleófilo pobre, lo que lo hace un reactivo orgánico útil como base no nucleófila.
La base de Hünig es preparada tradicionalmente por la reacción de la diisopropilamina con sulfato de dietilo.
La base de Hünig forma un compuesto complejo heterocíclico denominado escorpionina, mediante una reacción con dicloruro de diazufre, catalizada por DABCO en una reacción "one-pot".
La base de Hünig fue investigada para su uso como un reactivo selectivo en la alquilación de aminas secundarias a aminas terciarias por halogenuros de alquilo. Esta reacción orgánica es obstaculizada frecuentemente por una reacción lateral de cuaternización a la sal de amonio cuaternario, pero esto está evitado cuando está presente la base de Hünig.